# Бюхлер, Джон Карл
Джон Карл Бюхлер (англ. John Carl Buechler; 18 июня 1952 — 18 марта 2019) — американский режиссёр, актёр, сценарист, мастер по спецэффектам и гримёр.

## Биографические данные
Джон Карл Бюхлер родился в городе Белвилл, штат Иллинойс. Он стал известен благодаря фильму ужасов «Повелитель темницы» («Хозяин подземной тюрьмы»), который вышел в 1984 году. В нём Бюхлер выступил в качестве одного из режиссёров и сценаристов.
Через два года, в 1986 году, на экраны вышел фильм «Тролль», снятый Бюхлером. В 1990 году вышли два итальянских фильма, снятые Джо Д'Амато, и носящие названия «Тролль 2» и «Тролль 3», но прямой связи с первым «Троллем» не имеющие.
В 1988 году Бюхлер режиссирует фильм «Пятница, 13-е: Новая кровь», являющийся седьмым, из цикла фильмов о Джейсоне Вурхизе.
В 1998 году на экраны вышел фильм «Наблюдатели: Возрождение» (экранизация произведения американского писателя Дина Кунца), режиссёром которого выступил Бюхлер.
Фильмы Бюхлера, вышедшие на экран в 2000-е года, особого успеха не имели.

## Избранная фильмография
- 1984 — «Повелитель темницы» («Хозяин подземной тюрьмы») / The Dungeonmaster
- 1986 — «Тролль» / Troll
- 1988 — «Ужас подземелья» / Cellar Dweller
- 1988 — «Пятница, 13-е: Новая кровь» / Friday the 13th: The New Blood
- 1991 — «Вурдалаки 3: поход в колледж» / Ghoulies 3: Ghoulies go to college
- 1998 — «Наблюдатели: Возрождение» / Watchers Reborn
- 2002 — «Свет в лесу» / A Light in the Forest
- 2002 — «Проклятие золотой шахты» / Curse of the Forty-Niner
- 2003 — «Ледяные чудовища» («Замороженный ужас») / Deep Freeze
- 2006 — «Странная история доктора Джекилла и мистера Хайда» / The Strange Case of Dr. Jekyll and Mr. Hyde